# Ptyodactylus puiseuxi
Ptyodactylus puiseuxi är en ödleart som beskrevs av  Boutan 1893. Ptyodactylus puiseuxi ingår i släktet Ptyodactylus och familjen geckoödlor. Inga underarter finns listade i Catalogue of Life.
Arten blir utan svans cirka 63 mm lång och svansens längd ligger vid 54 mm. Kroppen och svansen har en ljus- till mörkbrun grundfärg samt flera vita punkter. Hos ljusa individer syns mörka tvärstrimmor på svansen. Huvudet har en trekantig form.
Denna geckoödla är känd från Libanon, norra Jordanien, norra Israel och södra Syrien. Den har kanske en större utbredning. Arten lever i låglandet och i bergstrakter upp till 2000 meter över havet. Den vistas i öknar och i klippiga regioner med glest fördelad växtlighet. Ptyodactylus puiseuxi besöker ibland trädgårdar. Honor lägger ägg.
Beståndet påverkas av landskapets omvandling till jordbruksmark och av bekämpningsnmedel. Hela populationen är fortfarande stabil. IUCN listar arten som livskraftig (LC).